# Karakura
Karakura (空座町 Karakurachō) es un barrio ficticio de Tokio presentado en el anime y manga Bleach. Limita con Naruki (Narukishi) al oeste. Este es el único enclave del mundo humano que aparece en la serie. Los lugares más destacados de Karakura son la almacén Urahara, el instituto de Karakura, el hospital de Karakura (propiedad de Ryūken Ishida), y la clínica Kurosaki.

## Características
Todas las acciones en Bleach tienen lugar en Karakura, hasta que Ichigo y compañía viajan a la Sociedad de Almas. Durante la saga de la Sociedad de Almas, Karakura es brevemente vista en algunos capítulos en los que Don Kanonji y los Karakura superhéroes combaten hollows. Karakura es otra vez el centro de la historia a la vuelta de Ichigo.
Fue designada como la localización de la Llave Real (ōuken) que debe ser usada para acceder al espacio dimensional donde habita el Rey de la Sociedad de Almas. Esto requiere una alta cantidad de almas en la ciudad en el momento en el que el proceso es llevado a cabo. Todos los personajes de Bleach viven aquí excepto Chad, que vive en el sur de Karakura. 
Algunos de los principales lugares de Karakura son el instituto de secundaria, donde suceden gran parte de los eventos de la serie porque aquí estudian casi todos los personajes, el hospital (el director es Ryūken Ishida, el padre de Uryū Ishida) que se convierte en el campo de batalla entre Ichigo y los Bound Hō and Ban o la clínica de la familia Kurosaki, que es propiedad de Isshin Kurosaki y casa de los Kurosaki. Sora Inoue, el hermano de Orihime Inoue murió en esta clínica cuando iba a ser atendido tras ser arrollado por un coche.
Otros lugares importantes son el instituto de secundaria Mashiba, de donde procede Yasutora Sado, que está en el distrito de Mashiba o el almacén Urahara (Urahara shōten) que está regido por Kisuke Urahara y que también sirve como base paramilitar para los shinigami.

## Geografía
Karakura se divide en 12 distritos:
- Yumisawa (弓沢)
- Kitakawase (北川瀬)
- Gakuenchô (学園町)
- Tsubakidai (椿台)
- Karakura (Casco Antiguo) (空座本町)
- Mittsumiya (三ツ宮)
- Mashiba (馬芝)
- Kinogaya (貴ノ茅)
- Kasazaki (笠咲)
- Minamikawase (南川瀬)
- Sakurabashi (桜橋)
- Komatsu (黄松)

Los ríos que pasan por karakura son: Karasu (空須), que fluye por el centro, y Onose (小野瀬), que separa el oeste de la ciudad con el resto de Tokio. Hay tres parques destacables: Tsubakidai en Sakurabashi, el parque de Mashiba, y el parque Yumizawa, en Yumizawa.